# Women’s Premier Ice Hockey League 1988/89
Die Saison 1988/89 war die siebente Austragung der höchsten englischen Fraueneishockeyliga, die British Women's League. Die Ligadurchführung erfolgt durch die English Ice Hockey Association, den englischen Verband unter dem Dach des britischen Eishockeyverbandes Ice Hockey UK. Der Sieger erhielt den Chairman’s Cup.
Durch die Erweiterung auf drei Divisions nahmen mit den schottischen Dundee Royals und den walisischen Cardiff Comets zum ersten Male nichtenglische Mannschaften teil.

## Modus
Es spielten alle Mannschaften eine einfache Runde mit Hin- und Rückspiel. Es gab keinen Absteiger. Zum ersten Male erfolgte die Durchführung der Liga in drei regionalen Gruppen. Die besten Mannschaften dieser Divisions trafen hernach im K.-o.-System in einem Turnier aufeinander.

## Hauptrunde

### Northern Division
| Platz | Mannschaft               | Spiele | S | U  | N | Tore  | Punkte |
| ----- | ------------------------ | ------ | - | -- | - | ----- | ------ |
| 1.    | Sunderland Scorpions (N) | 6      | 4 | 21 | 0 | 24:05 | 10     |
| 2.    | Dundee Royals (N)        | 6      | 4 | 1  | 1 | 41:05 | 9      |
| 3.    | Durham Dynamites (N)     | 6      | 1 | 1  | 4 | 10:24 | 3      |
| 4.    | Blackpool Blades (N)     | 6      | 0 | 2  | 4 | 02:43 | 3      |

Anm.: 1 In den Quellen werden fälschlicherweise zwei Niederlagen statt zweier Unentschieden genannt.

### Central Division
| Platz | Mannschaft              | Spiele | S  | U | N | Tore  | Punkte |
| ----- | ----------------------- | ------ | -- | - | - | ----- | ------ |
| 1.    | Oxford City Rockets     | 10     | 10 | 0 | 0 | 82:06 | 20     |
| 2.    | Solihull Vixens         | 10     | 8  | 0 | 2 | 46:24 | 16     |
| 3.    | Peterborough Ravens     | 10     | 6  | 0 | 4 | 29:25 | 12     |
| 4.    | Oxford University (M)   | 10     | 4  | 0 | 6 | 31:28 | 8      |
| 5.    | Tiger Bay Tornadoes (N) | 91     | 0  | 0 | 9 | 07:74 | 0      |
| 6.    | Nottingham Vipers (N)   | 91     | 0  | 0 | 9 | 01:39 | 0      |

Anm.: 1 Das Spiel zwischen den Tornadoes und den Vipers wurde nicht ausgetragen

### Capital Division
| Platz | Mannschaft               | Spiele | S  | U | N | Tore  | Punkte |
| ----- | ------------------------ | ------ | -- | - | - | ----- | ------ |
| 1.    | Streatham Strikers (M)   | 10     | 10 | 0 | 0 | 54:09 | 20     |
| 2.    | Chelmsford Cobras (N)    | 10     | 6  | 1 | 3 | 39:27 | 13     |
| 3.    | Bracknell Queen Bees (N) | 10     | 4  | 2 | 4 | 36:25 | 10     |
| 4.    | Richmond Bluejays (N)    | 10     | 4  | 0 | 6 | 36:41 | 8      |
| 5.    | Romford Renegades (N)    | 10     | 4  | 0 | 6 | 28:40 | 8      |
| 6.    | Brighton Amazons         | 10     | 0  | 1 | 9 | 20:71 | 1      |

## Final Four
Am Finalturnier nahmen die Sieger der drei Gruppen und der beste Zweitplatzierte teil. In jeweils nur einem Spiel wurde zunächst ein Halbfinale ausgespielt. Die Gewinner erreichten die Finalteilnahme. Die beiden Verlierer spielten um die Bronzemedaille.

### Halbfinale
|  | Oxford City Rockets | 6:1 | Dundee Royals |  |

|  | Streatham Strikers | 3:1 | Sunderland Scorpions |  |

### Spiel um Platz 3
|  | Dundee Royals | 3:5 | Sunderland Scorpions |  |

### Finale
|  | Oxford City Rockets | 3:1 | Streatham Strikers |  |